# Ferdinand von Lindemann
Pour les articles homonymes, voir Lindemann.
Carl Louis Ferdinand von Lindemann (1852-1939) est un mathématicien allemand. Il est passé à la postérité pour sa démonstration, publiée en 1882, de la transcendance du nombre π, c'est-à-dire qu'il n'existe aucun polynôme non nul à coefficients rationnels dont π soit une racine c'est cette même démonstration qui mettra fin à la recherche de la solvabilité du problème trois fois millénaire de la quadrature du cercle.

## Biographie
Son père Ferdinand enseigne les langues modernes au lycée et sa mère est la fille du directeur. La famille déménage ensuite à Schwerin.
Ferdinand étudie les mathématiques à Göttingen, Erlangen et Munich. À Erlangen, supervisé par Felix Klein, il soutient sa thèse de doctorat sur la géométrie non euclidienne.  
En 1882, il publie le résultat qui fait sa célébrité : la transcendance de π. Ses méthodes sont similaires à celles utilisées neuf années auparavant par Charles Hermite pour montrer que le nombre e, la base naturelle des logarithmes, est transcendant. On sait que si π est transcendant, alors le problème ancien et célèbre de la quadrature du cercle à l'aide d'une règle et d'un compas ne peut être résolu. 
Lorsqu'il était professeur à l'université de Königsberg, Lindemann a été le directeur de thèse de David Hilbert, Hermann Minkowski et Arnold Sommerfeld.
De 1893 à la fin de sa vie, Lindemann fut professeur à l’université Louis-et-Maximilien de Munich, où il eut de nombreux étudiants de thèse : Emil Hilb, Martin Wilhelm Kutta, Alfred Loewy, Oskar Perron, etc.

## Noteet référence
1. 1 2  (en) « C. L. Ferdinand (Carl Louis) Lindemann », sur le site du Mathematics Genealogy Project.